# Giuseppe I del Portogallo
Giuseppe I di Braganza, detto il Riformatore (in portoghese José I; Lisbona, 6 giugno 1714 – Sintra, 24 febbraio 1777), fu il 25º re del Portogallo e dell'Algarve dal 1750 al 1777.

## Biografia

### Infanzia

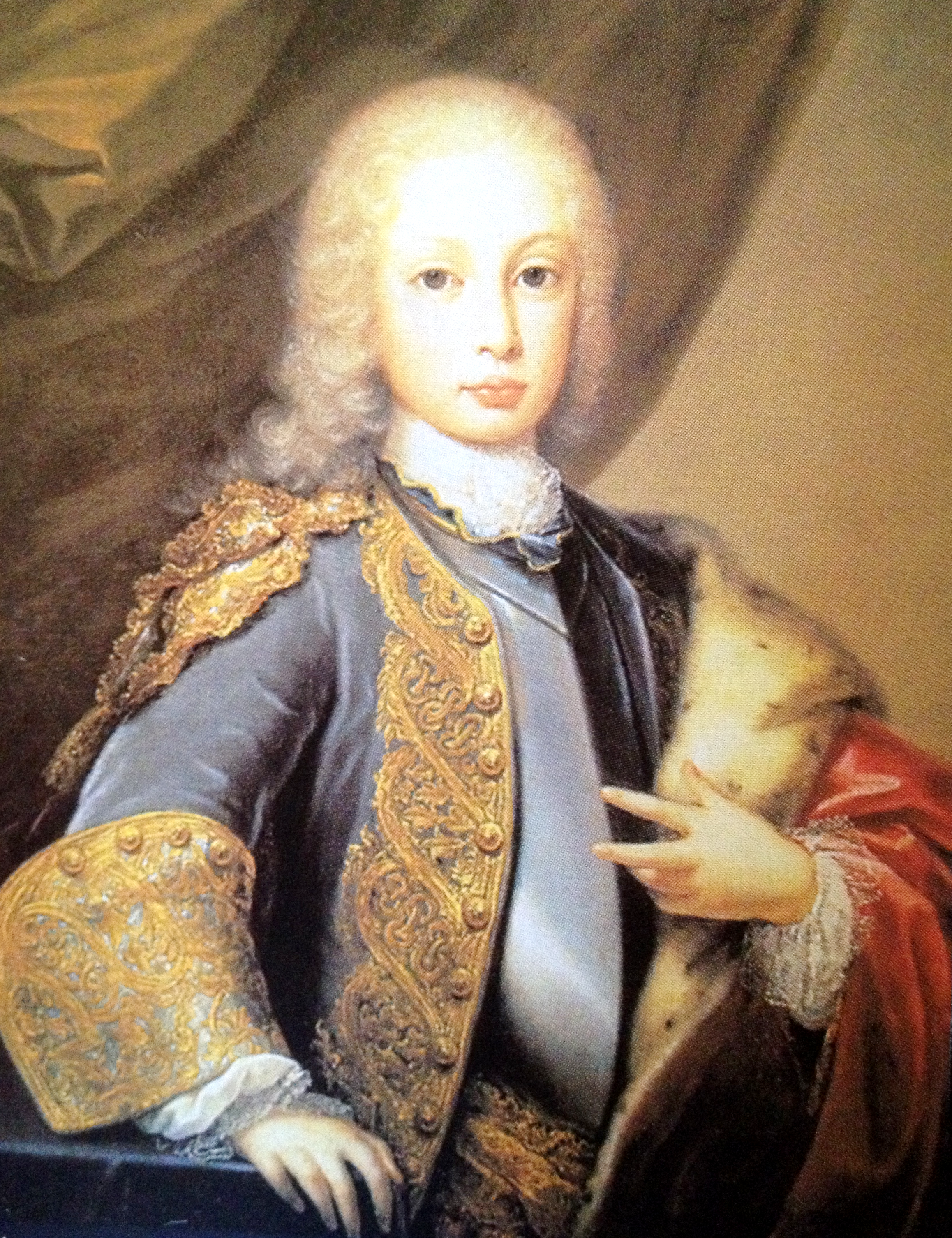
Il principe Giuseppe nella sua giovinezza come principe del Brasile, ritratto di Domenico Duprà

Giuseppe era il figlio terzogenito di Giovanni V e di Maria Anna d'Austria. Aveva un fratello maggiore, Pietro (che morì all'età di due anni), e una sorella maggiore, oltre a tre fratelli minori. Alla morte del fratello primogenito Giuseppe assunse i titoli di principe del Brasile, come legittimo erede, e Duca di Braganza.
Durante la sua giovinezza Giuseppe sviluppò un particolare amore per la caccia e per l'opera, assemblando una delle più grandi collezioni europee di spartiti musicali.

### Matrimonio

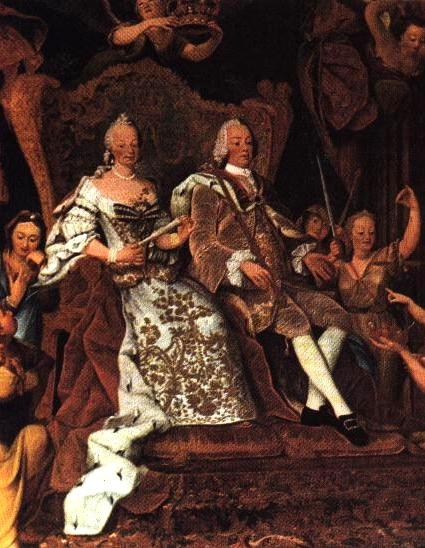
Marianna Vittoria di Borbone-Spagna e Giuseppe I nel 1770

Il 19 gennaio 1729 Giuseppe sposò l'infanta Marianna Vittoria di Borbone-Spagna, figlia di Filippo V di Spagna e di Elisabetta Farnese, mentre la sua sorella maggiore Barbara sposò il futuro Ferdinando VI di Spagna. Anche Marianna Vittoria era appassionata di caccia e di musica, ma era anche una donna seria e una moglie tenace che non approvava le storie d'amore del marito. Giuseppe e Maria Vittoria ebbero quattro figlie oltre a due figli maschi e una figlia femmina nati morti e un aborto spontaneo nel 1750.

### Regno
Giuseppe I salì al trono portoghese alla morte del padre nel 1750, quando aveva 36 anni, e sin dall'inizio affidò il governo a tre segretari di Stato, dei quali si mise in luce Sebastião José de Carvalho e Melo, conosciuto meglio successivamente con il titolo di marchese di Pombal.
Nel 1755 Lisbona venne colpita da un violento maremoto che provocò numerosissimi morti e distruzione in tutta la città. La catastrofe causò a Giuseppe lo sviluppo di un caso complesso di claustrofobia ed egli non si trovò mai a proprio agio nel palazzo reale cinto di mura. Di conseguenza egli spostò la corte reale in un complesso di tende e strutture in legno sulle colline dell'Ajuda.

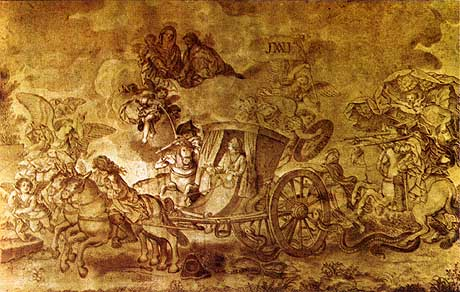
L'attentato subito da Giuseppe I nel 1758. Questo attentato è stato il catalizzatore del processo di Tavora.

L'invidia di gran parte della nobiltà nei riguardi di Sebastião José de Carvalho e Melo fece sì che il duca di Aveiro, con la complicità di altri nobili, organizzasse una congiura contro Giuseppe I, ma l'agguato nel quale rimase ferito il re non portò alla sua morte e alla fine Sebastião José de Carvalho e Melo approfittò di questo attentato per consolidare il suo potere. Egli aprì un'inchiesta che incriminò un gran numero di nobili, molti dei quali vennero uccisi con pena capitale, oltre che ai membri della Compagnia di Gesù.
Dopo tutto questo il re Giuseppe I affidò con gran fiducia tutti i suoi poteri al suo ministro nominandolo prima conte di Oeiras e poi il marchese di Pombal.
Il marchese di Pombal fu promotore di molte riforme durante il regno di Giuseppe I, il quale proprio per questo motivo venne chiamato "il Riformatore". Riforme sull'istruzione, sviluppo del commercio e politica estera furono alcuni degli ambiti che videro protagonista il ministro del re.

#### Vittoria su Spagna e Francia (1762)
Una delle situazioni più complesse che il re si trovò ad affrontare fu l'invasione franco-spagnola del Portogallo, sul finire della guerra dei sette anni (5 maggio - 24 novembre 1762). Francia e Spagna inviarono un ultimatum di modo da forzare il Portogallo ad abbandonare la sua alleanza con la Gran Bretagna e chiudere così i porti all'Inghilterra. Giuseppe I si rifiutò di sottomettersi a queste richieste e chiese anzi aiuto agli inglesi dal momento che sia il suo paese che il suo esercito si trovavano ancora fortemente piegati dal maremoto del 1755. La Gran Bretagna inviò una forza di 7.104 uomini al comando dei generali Loudon e Burgoyne, assieme a un eccezionale capo militare, il conte di Lippe, che si occupò della riforma dell'esercito portoghese e condusse le forze alleate (pari a 14-15.000 uomini) in una guerra vittoriosa. Gli invasori spagnoli guidati dapprima da Nicolás de Carvajal, marchese di Sarriá e poi da Pedro Pablo Abarca de Bolea, conte di Aranda vennero sconfitti grazie anche alle sollevazioni popolari, i sfruttando le alture naturali del territorio a proprio vantaggio contro i nemici. Le truppe spagnole e francesi subirono pesanti perdite e vennero respinte dal Portogallo. A tal proposito così sintetizzò lo storico Walter Dorn:
(In Competition for Empire, 1740-1763)
In Sud America la guerra si concluse con il ritiro dell'armata portoghese dai territori conquistati alla Spagna (gran parte nella valle del Rio Negro) e la sconfitta dell'invasione spagnola del Mato Grosso, mentre la Spagna ottenne invece la Colonia del Sacramento e un vasto territorio nella regione del Rio Grande do Sul (1763). Il Trattato di Parigi (1763) restaurò la situazione precedente alla guerra.

### Morte
Giuseppe I morì nel 1777, medesimo anno in cui poi salì al potere la figlia primogenita Maria I del Portogallo assieme al genero Pietro III. Con l'inizio del governo della nuova sovrana anche il mito del governo di ferro del marchese di Pombal terminò in breve tempo.

## Discendenza
Giuseppe e Marianna Vittoria di Borbone-Spagna ebbero otto figli:
- Maria I del Portogallo (1734-1816); sposò l'Infante Pietro del Portogallo ed ebbe figli;
- Infanta Marianna Francesca del Portogallo (1736-1813); possibile sposa per Luigi, Delfino di Francia, ma la madre rifiutò di acconsentire al matrimonio, morì nubile;
- Bambina nata morta (febbraio 1739);
- Infanta Dorotea del Portogallo (1739-1771); possibile sposa per Philippe Égalité ma ella rifiutò di sposarlo, morì nubile;
- Bambino nato morto (7 marzo 1742);
- Bambino nato morto (15 ottobre 1742);
- Bambino nato morto (Maggio 1744);
- Infanta Benedetta del Portogallo (1746-1829); sposò l'Infante Giuseppe, Principe di Beira.

## Ascendenza
|                                    |                          |                                     | Genitori                                   |  |  | Nonni |  |  | Bisnonni                   |  |  | Trisnonni               |  |
|                                    |                          |                                     |                                            |  |  |       |  |  | Giovanni IV del Portogallo |  |  | Teodosio II di Braganza |  |
|                                    |                          |                                     |                                            |  |  |       |  |  | Giovanni IV del Portogallo |  |  | Teodosio II di Braganza |  |
|                                    |                          | Ana de Velasco y Girón              |                                            |  |  |       |  |  | Giovanni IV del Portogallo |  |  |                         |  |
| Pietro II del Portogallo           |                          |                                     |                                            |  |  |       |  |  | Giovanni IV del Portogallo |  |  |                         |  |
|                                    |                          | Luisa di Guzmán                     | Juan Manuel Pérez de Guzmán                |  |  |       |  |  |                            |  |  |                         |  |
|                                    |                          | Luisa di Guzmán                     | Juan Manuel Pérez de Guzmán                |  |  |       |  |  |                            |  |  |                         |  |
|                                    |                          | Luisa di Guzmán                     | Juana Lorenza Gomez de Sandoval y la Cerda |  |  |       |  |  |                            |  |  |                         |  |
| Giovanni V del Portogallo          |                          | Luisa di Guzmán                     |                                            |  |  |       |  |  |                            |  |  |                         |  |
|                                    |                          | Filippo Guglielmo del Palatinato    | Volfango Guglielmo del Palatinato-Neuburg  |  |  |       |  |  |                            |  |  |                         |  |
|                                    |                          | Filippo Guglielmo del Palatinato    | Volfango Guglielmo del Palatinato-Neuburg  |  |  |       |  |  |                            |  |  |                         |  |
|                                    |                          | Filippo Guglielmo del Palatinato    | Maddalena di Baviera                       |  |  |       |  |  |                            |  |  |                         |  |
| Maria Sofia del Palatinato-Neuburg |                          | Filippo Guglielmo del Palatinato    |                                            |  |  |       |  |  |                            |  |  |                         |  |
|                                    |                          | Elisabetta Amalia d'Assia-Darmstadt | Giorgio II d'Assia-Darmstadt               |  |  |       |  |  |                            |  |  |                         |  |
|                                    |                          | Elisabetta Amalia d'Assia-Darmstadt | Giorgio II d'Assia-Darmstadt               |  |  |       |  |  |                            |  |  |                         |  |
|                                    |                          | Elisabetta Amalia d'Assia-Darmstadt | Sofia Eleonora di Sassonia                 |  |  |       |  |  |                            |  |  |                         |  |
| Giuseppe I del Portogallo          |                          | Elisabetta Amalia d'Assia-Darmstadt |                                            |  |  |       |  |  |                            |  |  |                         |  |
|                                    | Ferdinando III d'Asburgo | Ferdinando II d'Asburgo             |                                            |  |  |       |  |  |                            |  |  |                         |  |
|                                    | Ferdinando III d'Asburgo | Ferdinando II d'Asburgo             |                                            |  |  |       |  |  |                            |  |  |                         |  |
|                                    | Ferdinando III d'Asburgo | Maria Anna di Baviera               |                                            |  |  |       |  |  |                            |  |  |                         |  |
| Leopoldo I d'Asburgo               | Ferdinando III d'Asburgo |                                     |                                            |  |  |       |  |  |                            |  |  |                         |  |
|                                    |                          | Maria Anna d'Asburgo                | Filippo III di Spagna                      |  |  |       |  |  |                            |  |  |                         |  |
|                                    |                          | Maria Anna d'Asburgo                | Filippo III di Spagna                      |  |  |       |  |  |                            |  |  |                         |  |
|                                    |                          | Maria Anna d'Asburgo                | Margherita d'Austria-Stiria                |  |  |       |  |  |                            |  |  |                         |  |
| Maria Anna d'Asburgo               |                          | Maria Anna d'Asburgo                |                                            |  |  |       |  |  |                            |  |  |                         |  |
|                                    |                          | Filippo Guglielmo del Palatinato    | Volfango Guglielmo del Palatinato-Neuburg  |  |  |       |  |  |                            |  |  |                         |  |
|                                    |                          | Filippo Guglielmo del Palatinato    | Volfango Guglielmo del Palatinato-Neuburg  |  |  |       |  |  |                            |  |  |                         |  |
|                                    |                          | Filippo Guglielmo del Palatinato    | Maddalena di Baviera                       |  |  |       |  |  |                            |  |  |                         |  |
| Eleonora del Palatinato-Neuburg    |                          | Filippo Guglielmo del Palatinato    |                                            |  |  |       |  |  |                            |  |  |                         |  |
|                                    |                          | Elisabetta Amalia d'Assia-Darmstadt | Giorgio II d'Assia-Darmstadt               |  |  |       |  |  |                            |  |  |                         |  |
|                                    |                          | Elisabetta Amalia d'Assia-Darmstadt | Giorgio II d'Assia-Darmstadt               |  |  |       |  |  |                            |  |  |                         |  |
|                                    |                          | Elisabetta Amalia d'Assia-Darmstadt | Sofia Eleonora di Sassonia                 |  |  |       |  |  |                            |  |  |                         |  |
|                                    |                          | Elisabetta Amalia d'Assia-Darmstadt |                                            |  |  |       |  |  |                            |  |  |                         |  |

## Titolo e trattamento
- 6 giugno 1714 – 29 ottobre 1714: Sua altezza reale, il serenissimo infante Giuseppe del Portogallo
- 29 ottobre 1714 – 31 luglio 1750: Sua altezza reale, il Principe del Brasile, duca di Braganza
- 31 luglio 1750 – 24 febbraio 1777: Sua maestà fedelissima, il Re del Portogallo e dell'Algarve